# Betsy Ancker-Johnson
Betsy Ancker-Johnson, née le 29 avril 1927 et morte le 2 juillet 2020,, est une physicienne américaine. Elle est connue pour ses recherches sur les instabilités pouvant survenir dans les plasmas dans les solides, et pour l'invention d'un générateur de signaux de gamme gigacycle utilisant des matériaux semi-conducteurs dans les champs magnétiques et électriques. Elle est la première femme à être nommée à la présidence du département du Commerce des États-Unis. Elle est aussi la quatrième femme élue à la National Academy of Engineering.

## Enfance et éducation
Ancker-Johnson est née Betsy Ancker à St. Louis, dans le Missouri, le 29 avril 1927. Ses parents, Clinton James et Fern (Lelan) Ancker, l'ont encouragée à poursuivre ses intérêts,.
Elle obtient un baccalauréat en physique au Wellesley College en 1949 et fait alors partie de la société Phi Beta Kappa. Elle obtient son doctorat de l'Université de Tübingen, en Allemagne, et son diplôme « magnum cum laude » en 1953.
Ses diplômes honorifiques comprennent des doctorats en sciences à New York Polytechnic Institute et à University of Southern California ainsi qu'un doctorat en droit au Bates College.

## Carrière
Après ses études supérieures, Ancker-Johnson est chercheuse et chargée de cours à Berkeley avant de travailler chez Sylvania Electric Products et David Sarnoff Research Center au Radio Corporation of America. Elle est ensuite professeure affiliée en génie électrique à l'Université de Washington de 1961 à 1973. Pendant cette période, elle est également chercheuse au laboratoire de physique des plasmas de Boeing Science Research Laboratories, où elle s'élève au titre de superviseure et gestionnaire de « Solid State », « Plasma Electronics » et « Advanced Energy Systems », respectivement. Ancker-Johnson est une scientifique invitée au Bell Labs pendant cette période.
En 1973, Ancker-Johnson devient secrétaire adjointe pour Science and Technology, la première femme nommée par le Président au Département du Commerce des États-Unis. Après cette nomination, Ancker-Johnson prend le poste de directrice adjointe du laboratoire de recherche en physique au Argonne National Laboratory avant de devenir la première vice-présidente de l'industrie automobile à titre de vice-présidente du personnel des activités environnementales de General Motors. Tout en travaillant là-bas, Ancker-Johnson est chargée de cours au Département de génie électrique et informatique de l'UC Berkeley.
Ancker-Johnson a publié plus de 70 articles scientifiques et brevets.

## Vie personnelle
Betsy Ancker-Johnson a épousé Hal Johnson et a quatre enfants : Ruth, David, Paul et Martha.

## Honneurs et récompenses
- Fellow, National Academy of Engineering (1975)
- Fellow, American Physical Society
- Fellow, Institute of Electrical and Electronics Engineers
- Membre, Society of Automotive Engineers